# Jazzist
«Jazzist» — российская фирма звукозаписи (рекорд-лейбл), основанная как развитие деятельности одноимённого интернет-портала и выпускающая современную российскую авторскую джазовую музыку. Один из соучредителей лейбла, Араик Акопян, утверждает, что «Jazzist» — продолжатель и последователь лейбла «ArtBeat Music», основной миссией которого была «поддержка современной инструментальной музыки в России». По мнению другого соучредителя, Александра Аношина, лейбл стал продолжением журналистско-пропагандистской деятельности портала: «рассказывать о музыке можно не только через текст, но и через непосредственно саму музыку».
Артисты лейбла отбираются из числа резидентов крупнейшего в России джазового клуба Алексея Козлова (то есть артистов, выступающих там на регулярной основе). К записи или созданию музыки, согласно их пожеланиям, иногда привлекаются представители других стран.
Первый релиз лейбла вышел на стриминговых платформах 27 мая 2021 года. По состоянию на 13 июня 2025 года в каталоге лейбла — 23 релиза.

## Стилистика и звучание
Лейбл издаёт музыку, которую однозначно можно классифицировать как современный джаз, однако допускает свободу трактовки: отдельные выпущенные работы относятся к жанрам симфо-джаза, джаз-мануш, «третьего течения» (синтеза джаза и академической музыки), к авангардным формам импровизационной музыки, неоклассике, постмодерну с элементами рока и электроники и т.п.

## Дистрибуция
Продукция лейбла выпускается в цифровом виде, а также, в ряде случаев, на физических носителях в формате компакт-дисков.

## Релизы
| Каталожный номер | Год релиза | Артист (написание согласно обложке)                 | Название альбома         | Музыканты, участвовавшие в записи |
| ---------------- | ---------- | --------------------------------------------------- | ------------------------ | --- |
| JZT 001          | 2021       | Ilugdin Trio                                        | My Story                 | Дмитрий Илугдин (фортепиано), Виктор Шестак (контрабас), Пётр Ившин (ударные) |
| JZT 002          | 2021       | Anna Koroleva                                       | Antigravity              | Анна Королёва (саксофон), Антон Баронин (фортепиано), Дарья Чернакова (контрабас), Вартан Бабаян (ударные) |
| JZT 003          | 2022       | Tony Karapetyan Trio featuring Sebastian Studnitzky | Point of View            | Тони Карапетян (фортепиано), Юрий Барсуков (контрабас), Пётр Ившин (ударные), Sebastian Studnitzky (труба) |
| JZT 004          | 2022       | Nikolay Sidorenko Project                           | Corridor                 | Николай Сидоренко (клавишные), Хосров Манукян (дудук), Анна Ракита (скрипка), Макар Новиков (контрабас), Алексей Кравцов (ударные) |
| JZT 005          | 2022       | The Number Pi                                       | Four Corners             | Борис Ионов (ударные), Дмитрий Фомин (бас), Салман Абуев (труба), Егор Шаманин (саксофон), Одей Аль-Магут (тромбон), Альберт Фокин (клавишные), Алексей Полубабкин (гитара), Вероника Шрамко (вокал) |
| JZT 006          | 2022       | The Second Approach Trio                            | Там, где жили свиристели | Андрей Разин (фортепиано, голос, перкуссия), Татьяна Комова (вокал, окарина, перкуссия), Игорь Иванушкин (контрабас, перкуссия) |
| JZT 007          | 2022       | Ilugdin Trio                                        | Live Sketches            | Дмитрий Илугдин (фортепиано), Виктор Шестак (контрабас), Пётр Ившин (ударные) |
| JZT 008          | 2022       | Anna Koroleva                                       | Over The Mountains       | Анна Королёва (саксофон, вокал), Дмитрий Илугдин (клавишные), Юрий Новгородский (гитара), Антон Горбунов (бас-гитара), Дмитрий Власенко (ударные), Вартан Бабаян (перкуссия) |
| JZT 009          | 2023       | Anton Davidyants                                    | Avalanche                | Антон Давидянц (бас-гитара), Евгений Лебедев (фортепиано), Игнат Кравцов (ударные), OpensoundOrchestra: Станислав Малышев (скрипка, дирижёр), Инна Зильберман (скрипка), Ирина Чепижная (скрипка), Дарья Филиппенко (альт), Ольга Калинова (виолончель), Михаил Калашников (виолончель), Дарья Вершинина (кларнет, бас-кларнет), Евгений Соловей (кларнет), Алексей Серов (валторна) |
| JZT 010          | 2023       | Marimba Plus                                        | In Another Dimension     | Лев Слепнер (маримба, перкуссия, фортепиано), Илья Дворецкий (флейты), Сергей Нанкин (кларнет, бассет-горн), Михаил Зуев (саксофон), Иван Акатов (труба, флюгельгорн), Николай Солонович (виолончель), Сергей Геокчаев (клавишные), Дмитрий Чемырёв (клавишные), Олеся Митько (клавишные, вокал), Евгений Ярын (бас-гитара), Паата Чакаберия (чонгури), Виталий Эпов (ударные), Леонид Тавровский (ударные) |
| JZT 011          | 2023       | Guyvoronsky Razin Komova Pikunov                    | Dom.Live                 | Вячеслав Гайворонский (труба, вокал), Андрей Разин (фортепиано, перкуссия, вокал), Татьяна Комова (вокал), Аркадий Пикунов (саксофон, электроника) |
| JZT 012          | 2023       | Anna Koroleva                                       | Timeless                 | Анна Королёва (фортепиано), Дарья Чернакова (контрабас), Вартан Бабаян (ударные) |
| JZT 013          | 2023       | Ilugdin Trio & OpensoundOrchestra                   | Solaris                  | Дмитрий Илугдин (фортепиано), Пётр Ившин (ударные), Михаил Дмитриев (контрабас, бас-гитара), Оркестр современной музыки OpensoundOrchestra под управлением Станислава Малышева: Инна Зильберман, Мария Фомиченко, Екатерина Царёва, Василиса Хаддад, Алина Батыгина, Светлана Гуржий, Пётр Чонкушев, Андрей Оганесов, Оксана Колясникова, Дарья Барскова, Алексей Колбин (скрипки), Ирина Сопова, Леонид Казаков, Семён Пахомович, Евгения Зубова, Любовь Лазарева (альты), Ольга Калинова, Ростислав Чучалин, Марина Елецкая, Диана Будняк (виолончели), Николай Горшков (контрабас) |
| JZT 014          | 2024       | Arkady Shilkloper                                   | New Hornology            | Аркадий Шилклопер (валторна, альпийский горн, кулохорн), Станислав Малышев (скрипка), Инна Зильберман (скрипка), Ксения Жулева (альт), Ольга Калинова (виолончель) |
| JZT 015          | 2024       | Sunlight                                            | live@FMclub              | Николай Моисеенко (альт-саксофон), Евгений Лебедев (клавишные), Юрий Топчий (гитара), Андрей Шило (бас), Алексей Кравцов (ударные), Овагем Султанян (альт-саксофон), Олег Остапчук (тенор-саксофон), Тимур Некрасов (тенор-саксофон) |
| JZT 016          | 2024       | Andrei Kondakov Quartet                             | Being A Human Being      | Андрей Кондаков (клавишные, вокал), Дмитрий Семёнов (тенор-саксофон), Григорий Воскобойник (контрабас), Александр Боженко (ударные), Йоэль Гонсалес (перкуссия) |
| JZT 017          | 2024       | Django Friends                                      | Simple Stories           | Георгий Яшагашвили (соло-гитара), Лу Головина (ритм-гитара), Илья Делизонас (скрипка), Екатерина Перелыгина (контрабас) |
| JZT 018          | 2024       | Excite Quintet                                      | Emptiness                | Егор Попов (альт-саксофон), Святослав Епифанов (гитара), Владимир Чепрасов (фортепиано), Артур Мартиросян (бас-гитара), Омар Саидов (ударные), Артём Баденко (тенор-саксофон), Сергей Долженков (тромбон) |
| JZT 019          | 2024       | Alexey Podymkin & Nikolai Kulikov                   | Chain Reaction           | Алексей Подымкин (фортепиано), Николай Куликов (гитара) |
| JZT 020 (сингл)  | 2024       | Ilugdin Trio & Artur Gazariv                        | Restless Heart           | Дмитрий Илугдин (фортепиано), Михаил Дмитриев (контрабас), Пётр Ившин (ударные), Артур Газаров (перкуссия) |
| JZT 021          | 2025       | Антон Горбунов                                      | Роза Ветров              | Большой джазовый оркестр под управлением Петра Востокова, Антон Горбунов (бас-гитара), Александр Кульков (ударные), Алексей Баев (ударные), Владислав Савенков (гитара), Антон Баронин (клавишные), Дмитрий Илугдин (клавишные), Антон Залетаев (саксофоны), Иван Акатов (труба, флюгельгорн), Артур Газаров (перкуссия), Владимир Голоухов (маримба), Мариам Мерабова (вокал), Катерина Балыкбаева (вокал) |
| JZT 022          | 2025       | Flying Fish                                         | Rivers                   | Дмитрий Игнатов (блул, уд, неокамыль, безладовый бас, электрогитара, тар, бузуки, саз, сантур, давул, электроника), Анна Бёме (рояль, родес-пиано, синтезаторы, сантур, вокал), Сергей Кондратьев (бас, контрабас), Дмитрий Фролов (барабаны), Сергей Балашов (барабаны), Олег Грымов (тенор-саксофон), Артём Коряпин (труба, флюгельгорн), Олег Маряхин (баритон-саксофон), Хассан Белькасем Беналиуа (канун, разговор по телефону), Софья Власова (скрипка), Руст Позюмский (альт, виола да гамба), Кирилл Паренчук (табла, перкуссия, коннакол) |
| JZT 023          | 2025       | Arkady Shilkloper & BGF Big Band                    | Whale Songs              | Аркадий Шилклопер (валторна, альпийский горн, кулохорн) и Биг-бэнд БГФ (Эстрадно-джазовый оркестр Башкирской государственной филармонии имени Хусаина Ахметова): Олег Касимов (саксофоны, художественный руководитель, главный дирижер), Антон Сальников (альт-саксофон), Даниил Касимов (альт-саксофон), Альберт Хатымов (тенор-саксофон), Александр Ленков (тенор-саксофон), Константин Украдыженко (баритон-саксофон), Марат Валеев (труба), Фаиз Сабитов (труба), Артур Гимаев (труба), Артур Сиразитдинов (труба), Барис Низамутдинов (труба), Загир Ласынов (тромбон), Ильмир Юнусов (тромбон), Газим Набиуллин (тромбон), Азамат Абдрахманов (бас-тромбон), Антон Антонов (гитара), Олег Янгуров (бас-гитара, контрабас), Игорь Атапин (рояль), Вячеслав Шумилов (ударные), Рустем Каримов (перкуссия) |

Оригинальные рецензии на релизы лейбла, помимо России, публиковались на разных языках в ряде зарубежных онлайн- и офлайн-изданий в Австралии, Великобритании, Канаде, Нидерландах, Норвегии, Польше, Словакии, Швейцарии, Швеции, Японии и других странах, а также включались в программы ряда радиостанций и авторских программ . Альбом Анны Королёвой «Timeless» в 2023 году получил IX премию «Все цвета Джаза» от Радио JAZZ 89.1 FM в номинации «Релиз года».

## Персонал и студии
Основатели лейбла:
- Араик Акопян, арт-директор Клуба Алексея Козлова
- Лев Боровков, юрист со специализацией в области интеллектуального права
- Александр Аношин, менеджер в области строительного бизнеса
- Андрей Левин, звукорежиссёр киноконцерна «Мосфильм»

Выпускающий продюсер релизов лейбла — Араик Акопян. Дизайн большинства релизов принадлежит Виктору Меламеду.
Главный звукорежиссёр лейбла — Андрей Левин. В отдельных работах роль звукорежиссёра выполняли Игорь Бардашёв, Алексей Белов, Роберт Бойм, Яков Захваткин, Егор Зыкин, Дмитрий Калябин, Андрей Ласкин, Илья Лукашев, Александр Рыбкин, Василий Сиденко, Артём Сунцов, Олег Тимофеев, Василий Фалк, Максим Хайкин.
Лейбл не имеет собственной студии звукозаписи и сотрудничает с разными локациями для записи конкретных программ. В их числе тонстудия «Мосфильма», музыкальная студия Нижегородского губернского оркестра, студия Владимира Осинского, студия Игоря Матвиенко, студия Cinelab, мультимедийный павильон «LiveBox», студия Ильи Лукашева, студия MMS Records, Галерея искусств Зураба Церетели, студия «Gentle Records», культурный центр ДОМ, а также сцены Клуба Алексея Козлова и Московского международного Дома музыки (где запись проводилась во время концертных выступлений).